# Arras (Francja)
Arras (wymowaⓘ, niderl. Atrecht) – miejscowość i gmina we Francji, leżąca nad rzeką Scarpe (dopływ Skaldy), w regionie Hauts-de-France, w departamencie Pas-de-Calais.
Według danych z 1990 gminę zamieszkiwały 38 983 osoby, a gęstość zaludnienia wynosiła 3352 osób/km² (wśród 1549 gmin regionu Nord-Pas-de-Calais Arras plasuje się na 10. miejscu pod względem liczby ludności, natomiast pod względem powierzchni na miejscu 243.). W roku 1999 liczba mieszkańców wynosiła już 43,5 tys.
W mieście znajduje się stacja kolejowa Gare d’Arras. Jest ono miastem rodzinnym rewolucjonisty Maximiliena de Robespierre’a; czasowo przebywali w nim poeta Paul Verlaine i marszałek Philippe Pétain.
Corocznie w listopadzie odbywa się tam zainicjowany w 2000 r. dziesięciodniowy festiwal filmowy pod nazwą L’autre Cinéma (Inne kino).

## Historia
W 451 miasto zostało zniszczone przez Hunów. Od 1093 roku było stolicą biskupstwa, a od XIII wieku uważane jest za stolicę Artois. W XIV-XV w. stało się ośrodkiem wyrobu słynnych tkanin i gobelinów (arrasy). Wiosną 1458 nawiedziła je klęska zarazy i głodu. Na tym tle historycznym powstała powieść Andrzeja Szczypiorskiego zatytułowana Msza za miasto Arras.
W dniach 9 kwietnia–16 maja 1917 rozegrała się tam bitwa między wojskami brytyjskimi i niemieckimi.
22 i 23 maja 1940 r., podczas walk osłaniających wycofanie wojsk brytyjskich z Francji (operacja Dynamo), miała miejsce bitwa pancerna pod Arras stoczona przez Brytyjczyków i Francuzów z siłami nacierającego niemieckiego Wehrmachtu.
3 grudnia 1947 r. komunistyczni terroryści doprowadzili w pobliżu Arras do wykolejenia pociągu, w wyniku czego zginęło 20 osób, a 40 zostało rannych.

## Zabytki
- Grand-Place i Petite-Place z zespołem historycznych kamienic (XVII wiek)
- ratusz (XVI wiek) oraz dzwonnica (beffroi) (XV-XVI wiek)
- pałac St. Vaast
- katedra (XVIII wiek)

## Współpraca
Miejscowość partnerska:
- Oudenaarde, Belgia

## Galeria

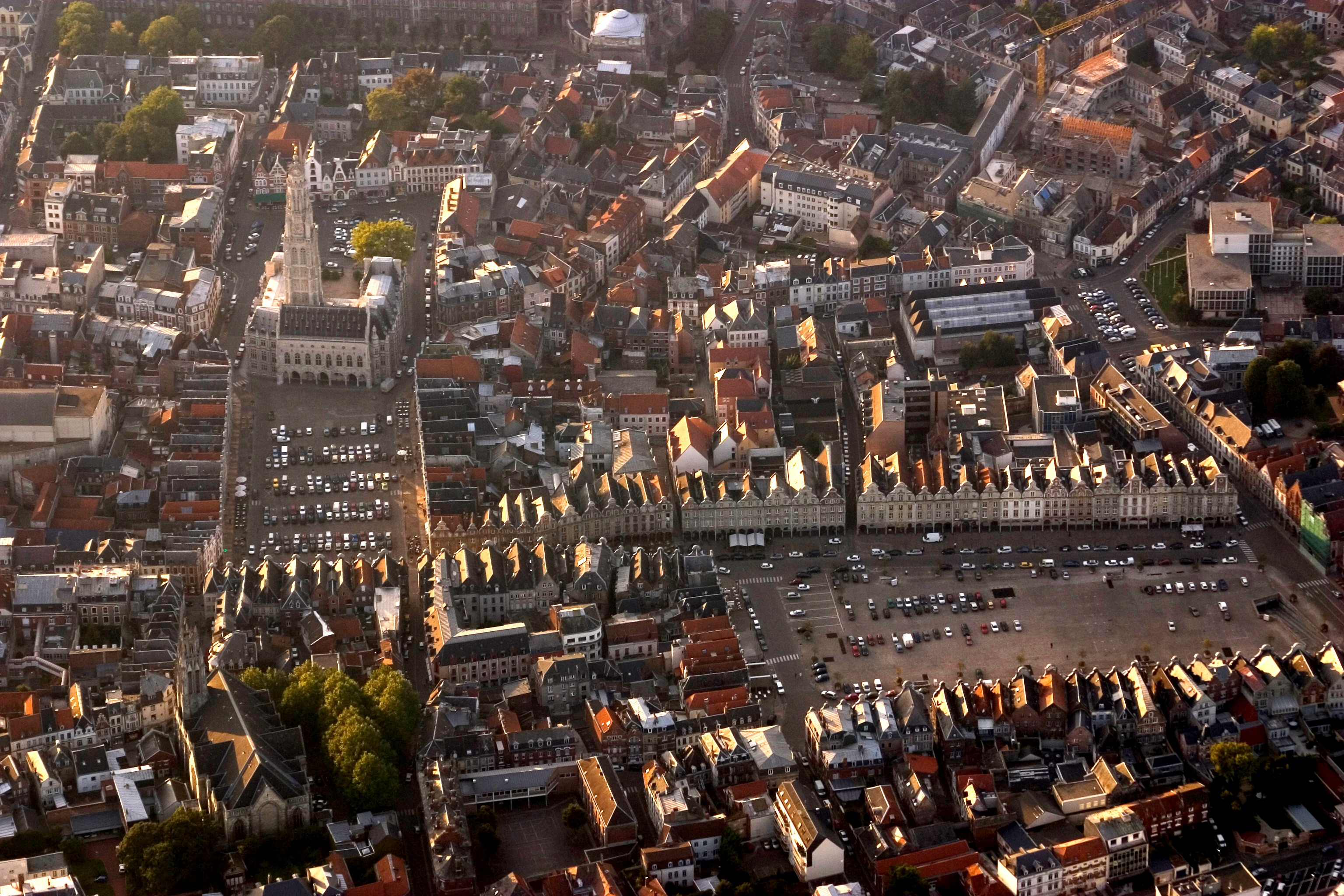
Grand Place i Petite Place
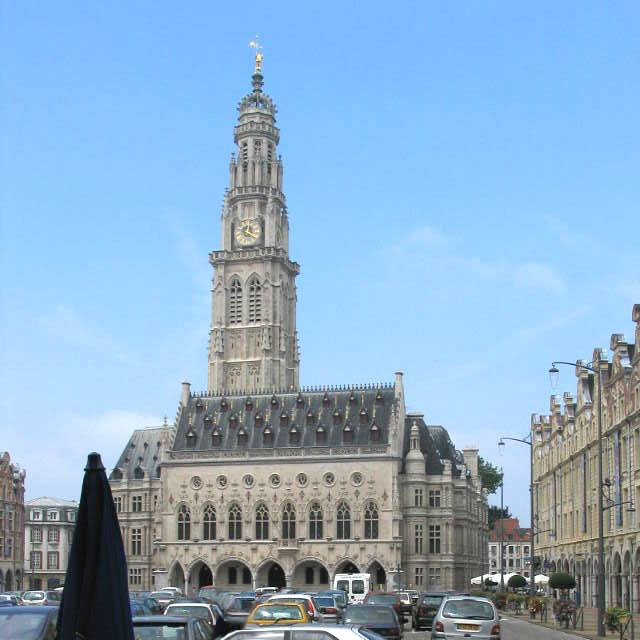
Ratusz z dzwonnicą
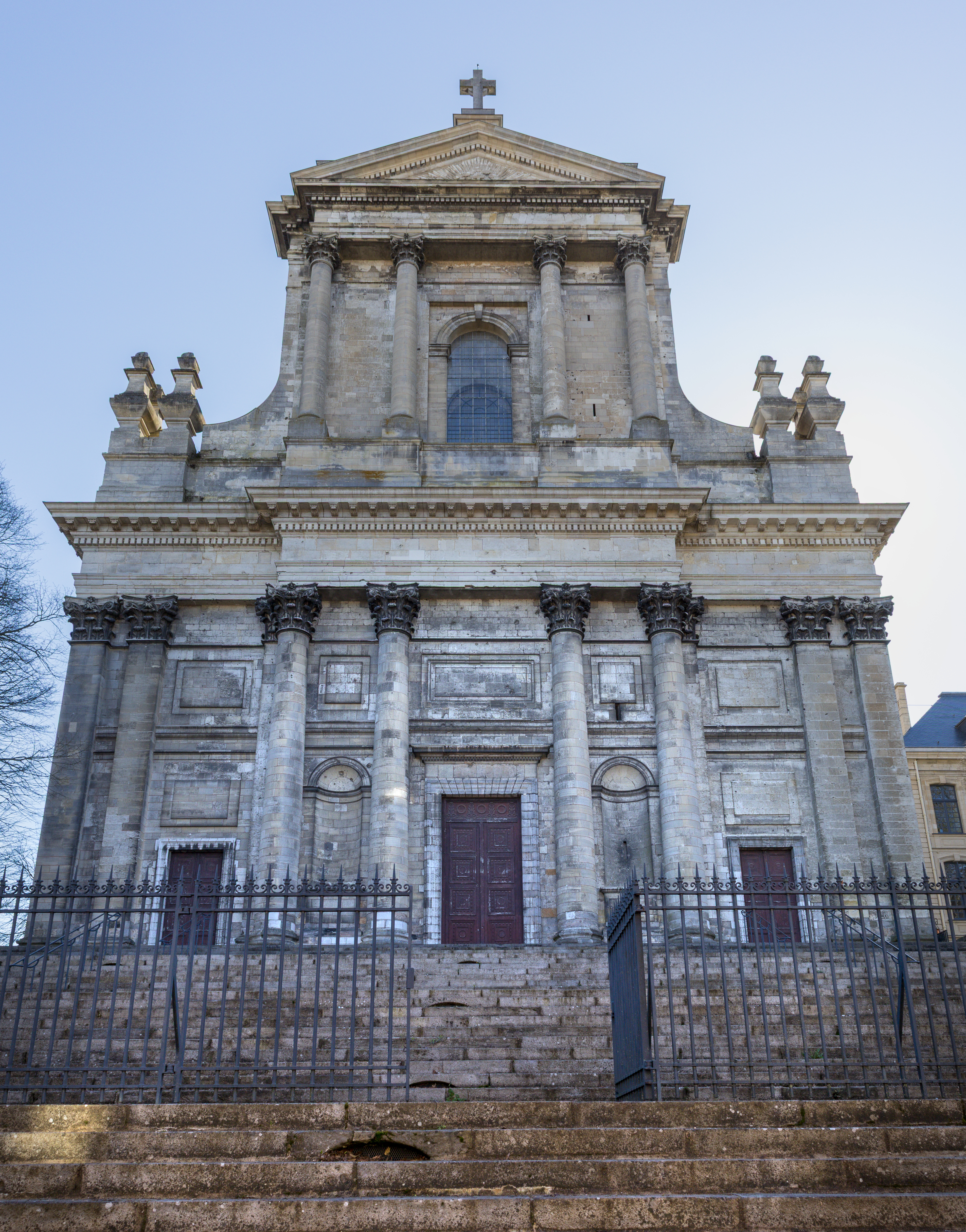
Katedra
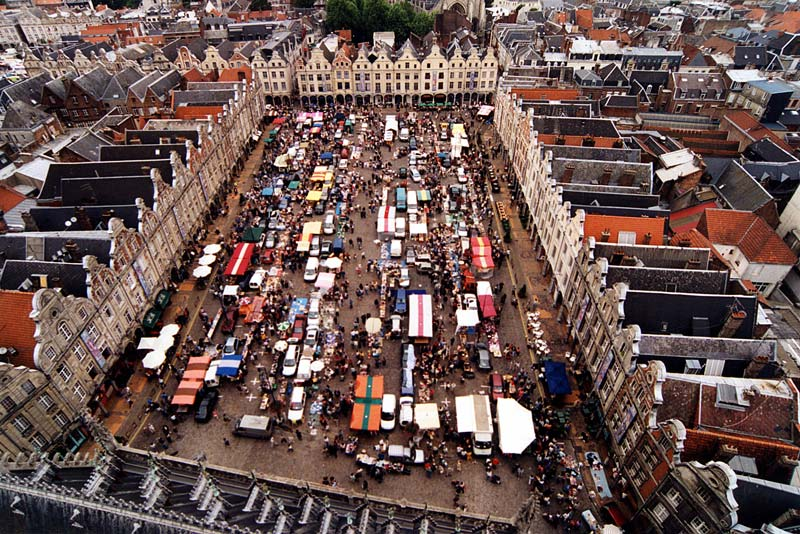
Petite Place – widok z ratusza
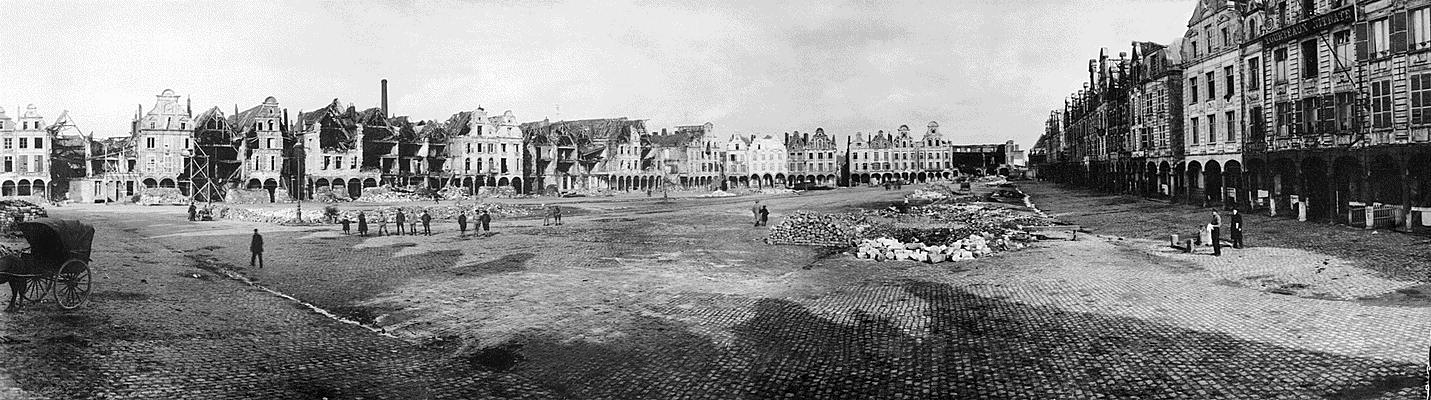
Miasto po zniszczeniach w 1919 roku